# كلاوديو داني
كلاوديو داني (بالبرتغالية: Cláudio Danni‏) هو لاعب كرة قدم برازيلي في مركز الدفاع، ولد في 22 فبراير 1942 في كانواس في البرازيل. لعب مع نادي إنترناسيونال ونادي كورينثيانز.